# Aleuroclava murrayae
Bọ phấn đen dài (Aleuroclava murrayae) là một loài côn trùng cánh nửa trong họ Aleyrodidae, phân họ Aleyrodinae.
Aleuroclava murrayae được Singh miêu tả khoa học đầu tiên năm 1931.